# Упорный (тигр)
Упорный — амурский тигр, отловленный людьми, и выпущенный впоследствии на свободу. Первое время под опекой российского отделения WWF. Упорный долгое время находился в районе урочища «Тигриный рай» и национального парка «Анюйский» — данные передавались с надетого на него ошейника, оснащённого GPS-модулем, также специалисты находили следы тигра и остатки после охоты.
Упорный уникален тем, что он единственный тигр, которого сначала изъяли из дикой природы из-за конфликта с людьми, а потом, после реабилитации, вновь успешно вернули в тайгу.

## Биография
В ноябре 2014 года в Вяземском районе Хабаровского края были пойманы два амурских тигра, отличавшихся особой конфликтностью. Тигры убивали собак и пугали людей. Во избежание нападений на людей, тигров нужно было поместить в безопасную среду. Сами хищники были очень слабы и истощены.
Один из тигров был очень упрямым и не хотел выходить из транспортировочной клетки в вольер, за что и получил кличку «Упорный». Тигр был сильно истощён и имел тусклую шерсть (это свидетельствовало о его проблемах со здоровьем). Упорного перевезли в Центр реабилитации диких животных «Утёс». В мае 2015 года ему стало намного лучше, и тигр был выпущен на природу в Нанайском районе — на границе с нацпарком «Анюйский».
Хищник активно передвигался по тайге. Покинув Анюйский заповедник, он пошёл на север. В октябре вышел к Амуру в районе поселка Джонка (Нанайский район), преодолел Иннокентьевское озеро. В начале декабря 2015 года Упорный был уже на берегу Амура. После этого вернулся на реку Гур. Территория его обитания составляет около 200 кв. километров. Упорный за это время ни разу не зашёл в населённые пункты, и не встречался с людьми. В конце мая или начале июня 2016 года ошейник с GPS-датчиком автоматически отстегнется от него. В настоящее время он проживает в Хабаровском крае.
Сергей Арамилев, директор Приморского филиала АНО Центр «Амурский тигр»:
Выводы об успехе эксперимента делать преждевременно. Упорному осталось пережить еще самый трудный месяц зимы и начало весны. В это время традиционно приходит бедствие в виде глубокого снега, что может повлиять на перемещение тигра. Возможное освобождение тигра от ошейника, в случае, если он продолжит избегать людей, не говорит о том, что о нем забудут. Современные методы мониторинга, в том числе с использованием автоматических камер, позволят и в будущем понимать, где и как живет Упорный.
В феврале 2017 года перестал поступать сигнал с GPS-датчика Упорного. Характер потери сигнала с ошейника свидетельствовал о том, что тигр, скорее всего, мертв. В марте было обнаружено тело Упорного с ранами на голове и спине. Предположительно, причиной гибели тигра стала схватка с сородичем из-за добычи.